# Philip Larsen
Philip Elzer Gade Larsen (* 7. Dezember 1989 in Esbjerg) ist ein dänischer Eishockeyspieler, der seit Juni 2022 bei Esbjerg Energy aus der dänischen Metal Ligaen unter Vertrag steht und dort auf der Position des Verteidigers spielt. Zuvor absolvierte Larsen unter anderem 151 Spiele für die Dallas Stars, Edmonton Oilers und Vancouver Canucks in der National Hockey League (NHL).

## Karriere

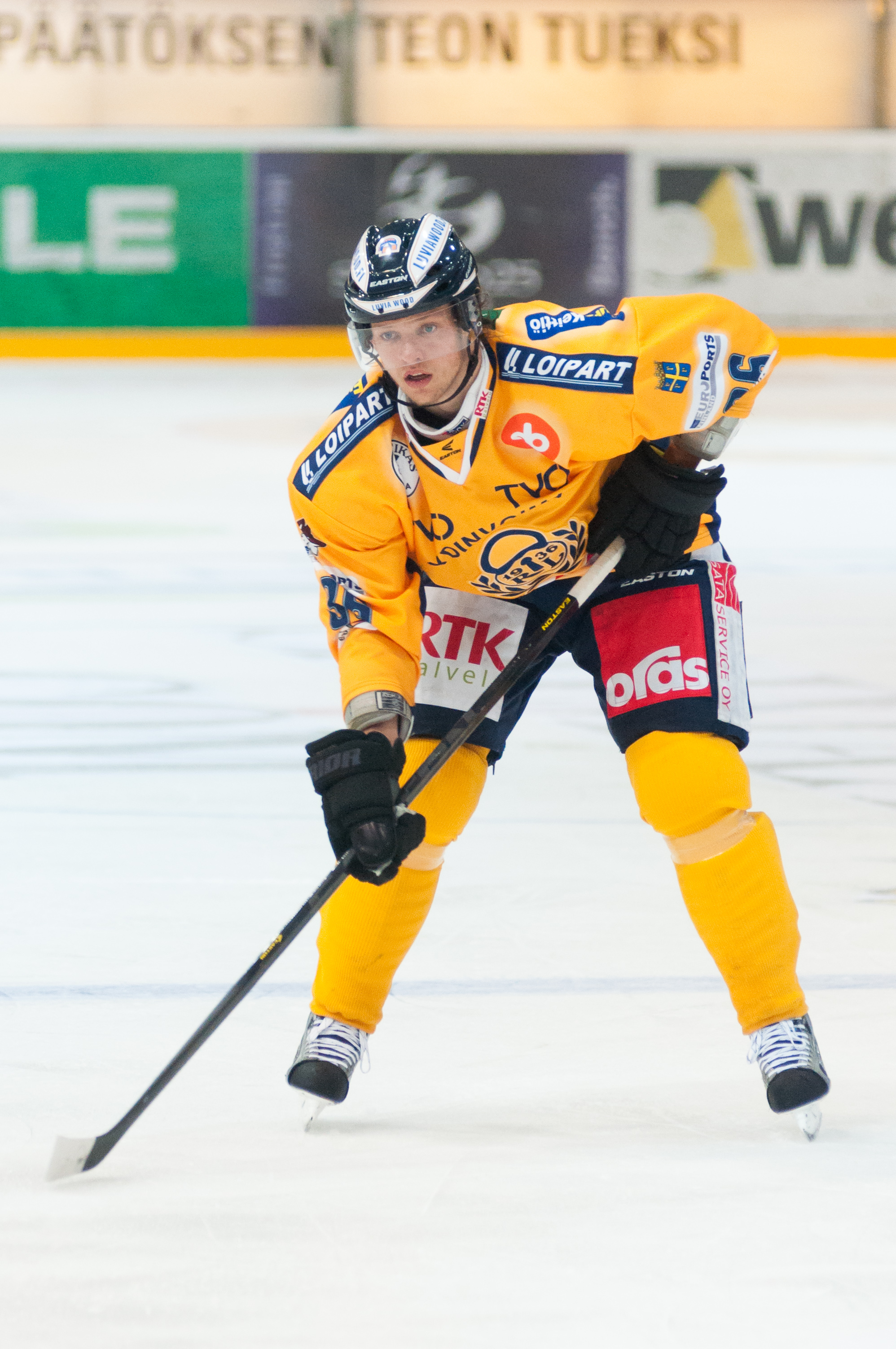
Larsen im Trikot von Rauman Lukko (2012)

Philip Larsen begann seine Karriere als Eishockeyspieler in der Nachwuchsabteilung des Esbjerg IK, in der er bis 2005 aktiv war. Anschließend wechselte der Verteidiger zum Rögle BK, für den er in der Saison 2005/06 sein Debüt in der HockeyAllsvenskan, der zweiten schwedischen Spielklasse, gab. Nach nur einem Jahr verließ er diesen wieder und unterschrieb einen Vertrag beim Frölunda HC, mit dessen U20-Junioren er in den Jahren 2007 und 2008 jeweils Meister der entsprechenden Altersklasse wurde. Zudem kam er gelegentlich für Frölundas Profimannschaft in der Elitserien zum Einsatz. Einen Großteil der Saison 2007/08 verbrachte Larsen als Leihspieler beim Zweitligisten Borås HC, für den er in 24 Spielen zehn Scorerpunkte erzielte. Darüber hinaus wurde der Abwehrspieler im NHL Entry Draft 2008 in der fünften Runde als insgesamt 149. Spieler von den Dallas Stars aus der National Hockey League (NHL) ausgewählt. Zunächst blieb er jedoch beim Frölunda HC, bei dem er von 2008 bis 2010 einen Stammplatz in der Elitserien hatte.
Nach dem Saisonende in Schweden gab Larsen gegen Ende der Saison 2009/10 sein Debüt für die Dallas Stars in der NHL. Bei zwei Einsätzen gab er eine Torvorlage. Zur Saison 2010/11 wechselte der dänische Nationalspieler ganz nach Nordamerika. In der regulären Saison spielte er überwiegend für Dallas’ Farmteam Texas Stars in der American Hockey League (AHL) und qualifizierte sich mit seiner Mannschaft für die Playoffs, während er weitere sechs Mal in der NHL für die Dallas Stars auf dem Eis stand. Am 4. Juli 2013 wurde Larsen gemeinsam mit einem Siebtrunden-Wahlrecht im NHL Entry Draft 2016 im Austausch für Shawn Horcoff zu den Edmonton Oilers transferiert. Diese gaben ihn im Mai 2014 in die Kontinentale Hockey-Liga (KHL) an den HK Jugra Chanty-Mansijsk ab, behielten allerdings seine NHL-Rechte.
Im Mai 2015 wurde Larsen für ein Jahr vom finnischen KHL-Teilnehmer Jokerit verpflichtet. Im Februar 2016 gaben die Edmonton Oilers die NHL-Rechte an ihm für ein erfolgsabhängiges Fünftrunden-Wahlrecht im NHL Entry Draft 2017 an die Vancouver Canucks ab. Zudem sollen die Canucks daran interessiert sein, Larsen zur Saison 2016/17 zu verpflichten. Dies taten sie im Juli 2016, als sie Larsen mit einem Einjahresvertrag ausstatteten. Nach einem Jahr in Vancouver, in dem Larsen nur zu 26 Einsätzen gekommen war, kehrte der Verteidiger in die KHL zurück und unterzeichnete im April 2017 zunächst einen Zweijahresvertrag bei Salawat Julajew Ufa. Schließlich war der Däne fast fünf Jahre für den russischen Klub aktiv. Infolge des russischen Überfalls auf die Ukraine verließ er den Klub mit fünf weiteren Spielern Anfang März 2022 umgehend.
Zum Beginn der Saison 2022/23 kehrte Larsen in sein Geburtsland zurück, wo er sich Esbjerg Energy aus der Metal Ligaen anschloss. Mit dem Team wurde er im Frühjahr 2024 Vizemeister.

### International
Für Dänemark nahm Larsen im Juniorenbereich an der U18-Junioren-B-Weltmeisterschaft 2006 sowie den U20-Junioren-B-Weltmeisterschaften 2006,  2007 und 2009 und der U20-Junioren-Weltmeisterschaft 2008 teil. Im Seniorenbereich stand er im Aufgebot seines Landes bei den A-Weltmeisterschaften 2009, 2010, 2012, 2013, 2014 und 2018.

## Erfolge und Auszeichnungen
| - 2007 Meister der J20 SuperElit mit dem Frölunda HC - 2008 Meister der J20 SuperElit mit dem Frölunda HC - 2016 Teilnahme am KHL All-Star Game - 2018 Teilnahme am KHL All-Star Game | - 2018 KHL-Verteidiger des Monats Januar - 2018 Bester Verteidiger der KHL - 2019 Teilnahme am KHL All-Star Game - 2024 Dänischer Vizemeister mit Esbjerg Energy |

### International
- 2006 Bester Verteidiger bei der U18-Junioren-Weltmeisterschaft der Division I, Gruppe B
- 2007 Aufstieg in die Top-Division bei der U20-Junioren-Weltmeisterschaft der Division I, Gruppe A

## Karrierestatistik
Stand: Ende der Saison 2023/24

### International
Vertrat Dänemark bei:
| - U20-Junioren-Weltmeisterschaft der Division I 2006 - U18-Junioren-Weltmeisterschaft der Division I 2006 - U20-Junioren-Weltmeisterschaft der Division I 2007 - U20-Junioren-Weltmeisterschaft 2008 - U20-Junioren-Weltmeisterschaft der Division I 2009 - Qualifikationsturnier für die Olympischen Winterspiele 2010 - Weltmeisterschaft 2009 | - Weltmeisterschaft 2010 - Weltmeisterschaft 2012 - Weltmeisterschaft 2013 - Weltmeisterschaft 2014 - Qualifikationsturnier für die Olympischen Winterspiele 2018 - Weltmeisterschaft 2018 - Qualifikationsturnier für die Olympischen Winterspiele 2022 |

(Legende zur Spielerstatistik: Sp oder GP = absolvierte Spiele; T oder G = erzielte Tore; V oder A = erzielte Assists; Pkt oder Pts = erzielte Scorerpunkte; SM oder PIM = erhaltene Strafminuten; +/− = Plus/Minus-Bilanz; PP = erzielte Überzahltore; SH = erzielte Unterzahltore; GW = erzielte Siegtore; 1 Play-downs/Relegation; Kursiv: Statistik nicht vollständig)